# Cryptolithodes sitchensis
Cryptolithodes sitchensis is een tienpotigensoort uit de familie van de Lithodidae. De wetenschappelijke naam van de soort is voor het eerst geldig gepubliceerd in 1853 door Brandt.